# Гутьеррес, Карлос Мигель
Карлос Мигель Гутьеррес (англ. Carlos Miguel Gutierrez; род. 4 ноября 1953, Гавана) — американский бизнесмен и политик. Министр торговли США с 2005 по 2009 год. Был исполнительным директором компании «Kellogg» с 1999 по 2004 год. В данный момент является основателем и генеральным директором компании EmPath.
Гутьеррес родился в Гаване, Куба, в семье владельца плантации ананасов. После кубинской революции, семья Гутьерреса бежала в Соединённые Штаты в 1960 году. Гутьеррес изучал деловое администрирование в Керетаро, Мексика. В 1975 году он присоединился к компании «Kellogg’s» в качестве торгового представителя, стал её президентом и главным исполнительным директором в 1999 году (самым молодым генеральным директором за почти 100-летнюю историю компании). В апреле 2000 года он был назначен председателем совета «Kellogg's Company».
С 7 февраля 2005 по 20 января 2009 года Гутьеррес занимал пост Министра торговли США.